# Regional 1
Regional 1 — чартерна авіакомпанія Канади зі штаб-квартирою у місті Калгарі, провінція Альберта. Є дочірнім підприємством інвестиційної групи Avmax.

## Історія
Авіакомпанія Regional 1 була заснована в серпні 2003 року і почала операційну діяльність у тому ж році з виконання регулярних пасажирських рейсів в аеропорти західній частині Канади.
11 вересня 2005 року Regional 1 закрила свій маршрутний розклад регулярних перевезень і з цього часу повністю зосередилася на чартерних рейсах.

## Маршрутна мережа

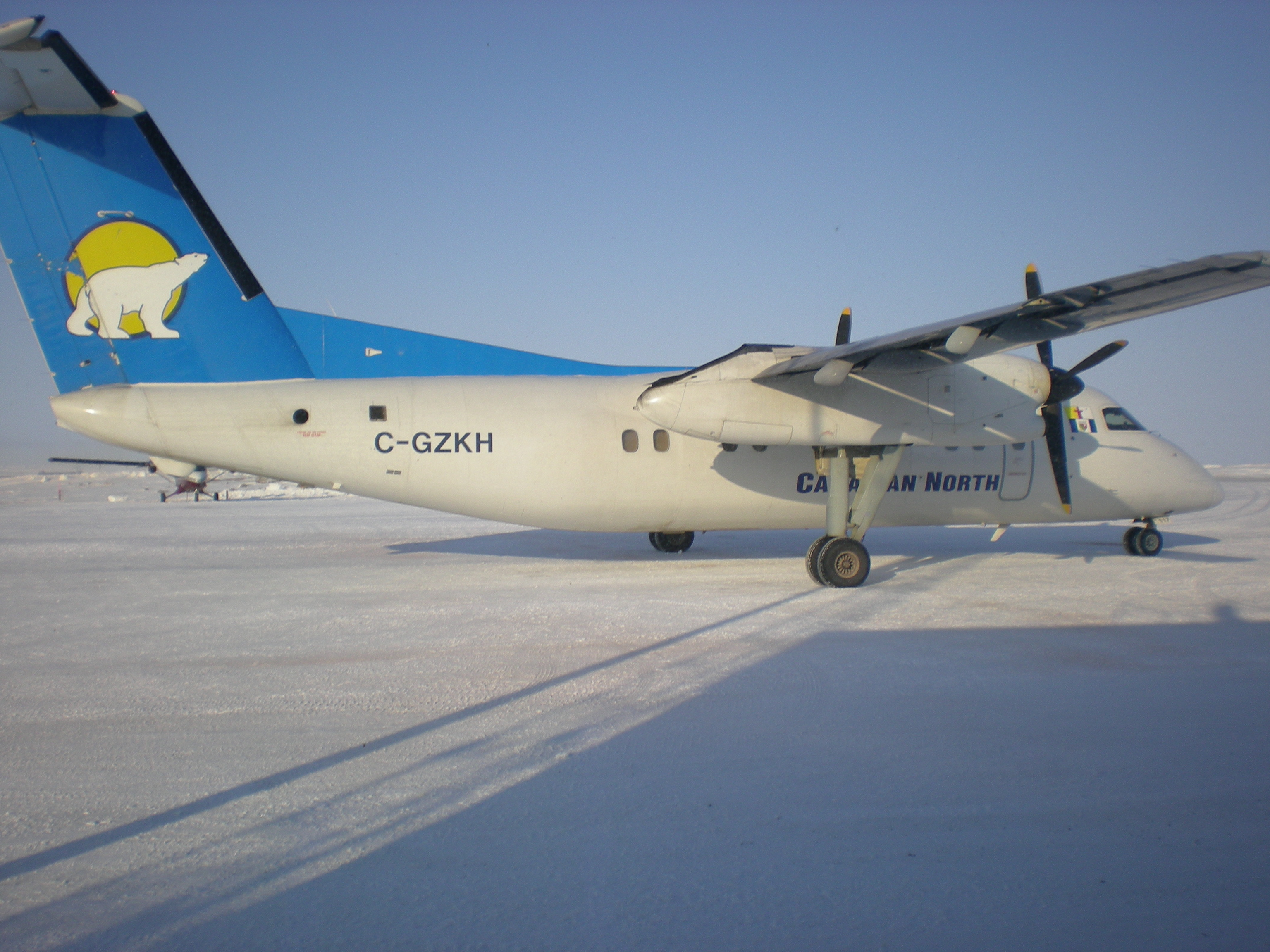
de Havilland Canada Dash 8 авіакомпанії Regional 1 в лізинг у регіонального перевізника Canadian North

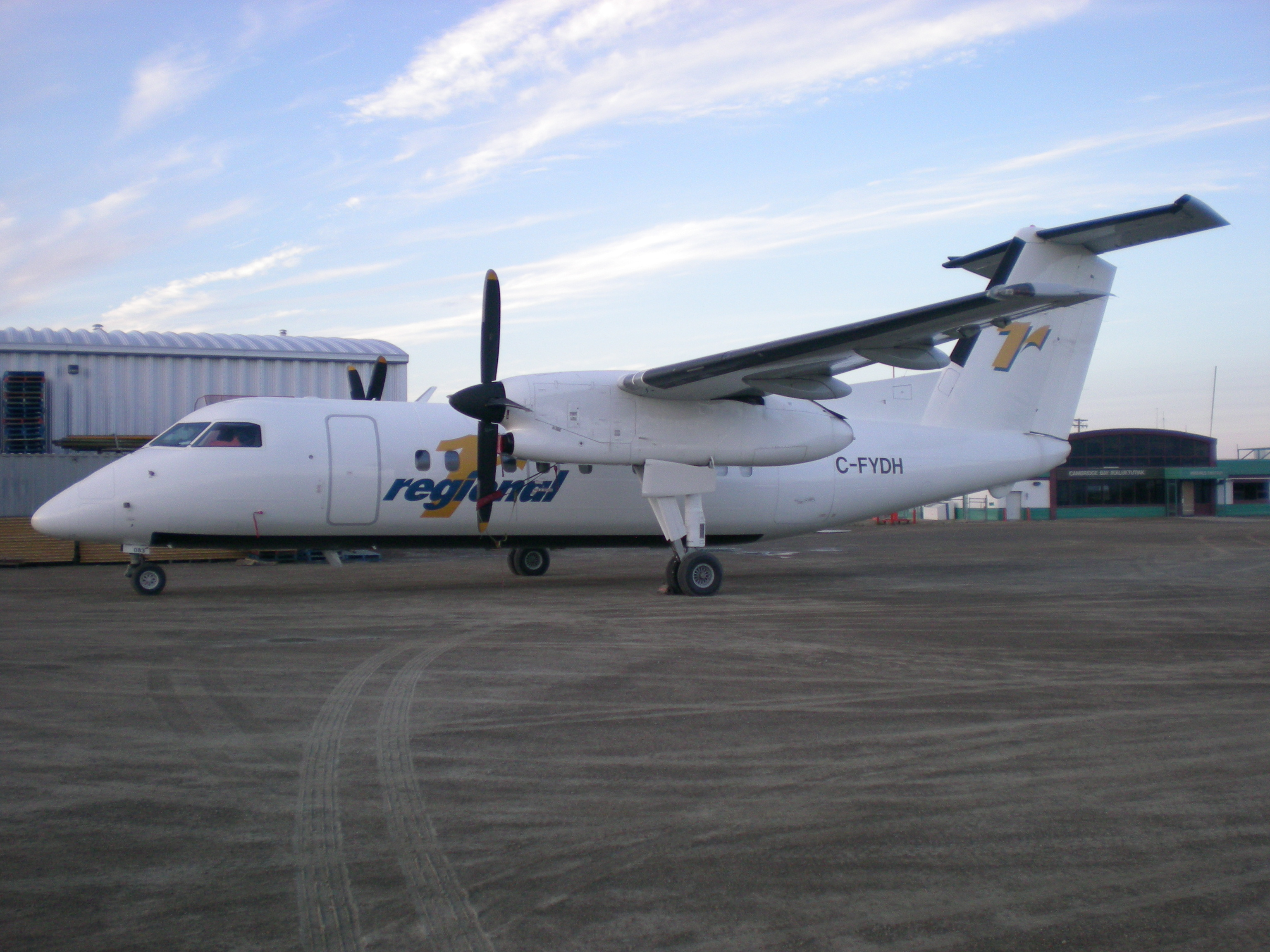
de Havilland Canada Dash 8 авіакомпанії Regional 1 в аеропорту Кеймбрідж-Бей

До 11 вересня 2005 року маршрутна мережа авіакомпанії Regional 1 включала в себе такі пункти призначення:
- Камлупс — Аеропорт Камлупс
- Келоуна — Міжнародний аеропорт Келоуна
- Ред-Дір — Регіональний аеропорт Ред-Дір
- Річмонд — Міжнародний аеропорт Ванкувер
- Вікторія — Міжнародний аеропорт Вікторія

В рамках діючого в даний час чартерного угоди з авіакомпанією Canadian North два літака Regional 1 знаходяться в мокрий лізинг, працюючи на вантажно-пасажирських перевезеннях на замовлення нафто- і газодобувних компаній.
Раніше два літака працювали в Демократичній Республіці Конго, забезпечуючи перевезення під Всесвітньою продовольчою програмою місії Організації Об'єднаних Націй в Республіці Конго. Чотири лайнера (два Dash 8 і два DHC-6 Twin Otter) здавалися в лізинг авіакомпанії Flamingo Air на Гаїті аж до повалення Президента країни Жана-Бертрана Арістіда. Авіакомпанія відкликала всі літаки з Гаїті після того, як один з них був захоплений у Кап-Аїтьєн бунтівниками, які примусили екіпаж летіти в Порт-о-Пренс. При зльоті літак був обстріляний, але дивом не отримав серйозних пошкоджень.

## Флот
Станом на 15 листопада 2009 року повітряний флот авіакомпанії Regional 1 становили такі літаки:
- 5 Bombardier Dash 8 Q100 (1 літак у лізингу в авіакомпанії Provincial Airlines)
- 2 Bombardier Dash 8 Q300 (1 літак знаходиться на постійній стоянці в аеропорту Боготи (Міжнародний аеропорт Ель-Дорадо))

За даними офіційного сайту авіакомпанії її керівництво в даний час розглядає можливість придбання декількох регіональних літаків Bombardier CRJ.